# Chrysops calogaster
Chrysops calogaster är en tvåvingeart som beskrevs av Ignaz Rudolph Schiner 1868. Chrysops calogaster ingår i släktet Chrysops och familjen bromsar. Inga underarter finns listade i Catalogue of Life.